# Réserve naturelle Foce Sele-Tanagro
La réserve naturelle régionale Foce Sale-Tanagro est un espace naturel protégé créé dans la région de Campanie en 1993 dans la province d'Avellino et province de Salerne,.

## Territoire
La réserve s'étend sur 7 284 ha le long de la bande côtière qui borde l'embouchure du fleuve côtier Sélé dans les communes de Capaccio Paestum et Eboli, sur les rives du Sélé et de son affluent Tanagro, de la rivière Calore Irpino et les ruisseaux Melandro et Platano Bianco.
L'espace naturel protégé couvre 39 communes des provinces d'Avellino et de Salerne. C'est un territoire caractérisé par une très haute qualité environnementale, reconnue au niveau européen, comme en témoigne la présence en son sein de quatre zones de protection spéciale (ZPS).
Sur son territoire se trouvent également l'oasis de Persano, une zone humide d'intérêt international reconnue par la Convention de Ramsar de 1971, qui abrite de nombreuses et très rares espèces végétales et animales, les sources thermales de Contursi Terme, les grottes de Pertosa et les grottes de Castelcivita, sites spéléologiques d'importance internationale, le site archéologique Hera Argiva dans la commune de Capaccio Paestum.

## Galerie

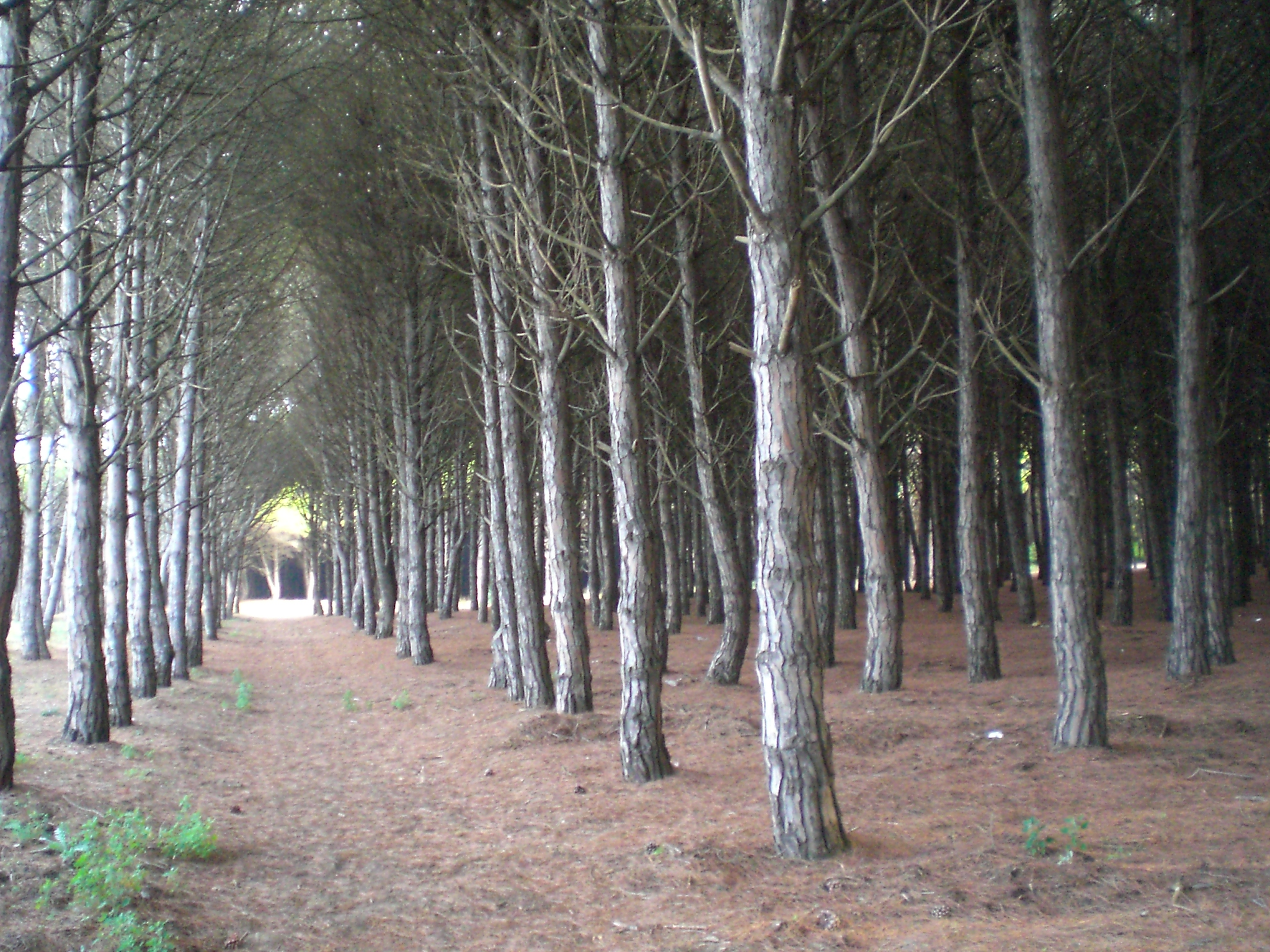
Pinède côtière d'Eboli.
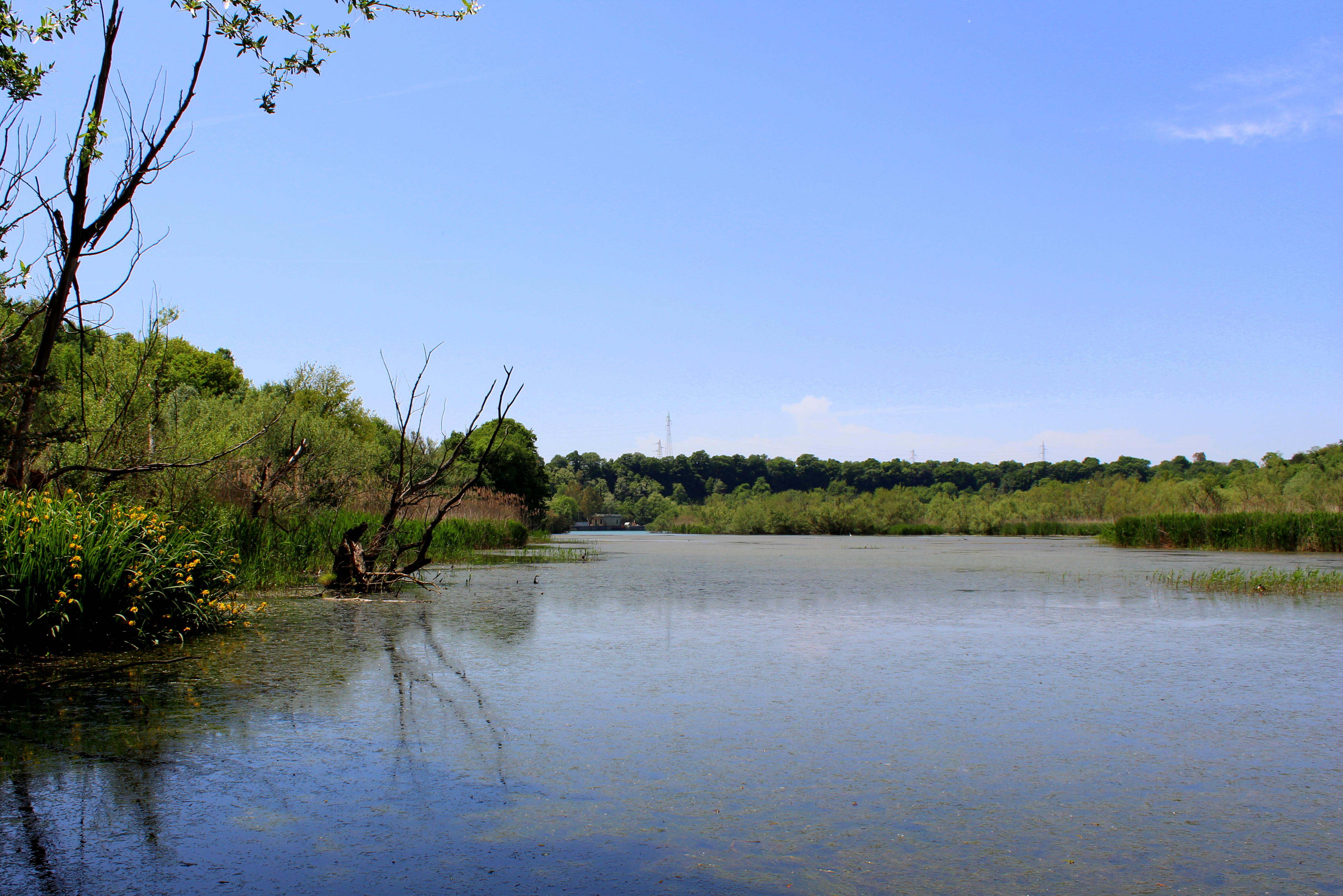
Oasis de Persano.

### Artic les connexes
- Aree naturali protette della Campania (it)
- Sélé (fleuve)
- Capaccio Paestum